# Estland op het Eurovisiesongfestival 1998
Estland nam deel aan het Eurovisiesongfestival 1998 in Birmingham, Verenigd Koninkrijk. Het was de 4de deelname van het land op het Eurovisiesongfestival. De selectie verliep via het jaarlijkse Eesti Laul, waarvan de finale plaatsvond op 24 januari 1998. ETV was verantwoordelijk voor de Estse bijdrage voor de editie van 1998.

## Selectieprocedure
De nationale finale vond plaats op 24 januari 1998 in de studio's van de nationale omroep in Tallinn en werd gepresenteerd door Marko Reikop en Anu Välba.
In totaal deden er 10 artiesten mee aan deze nationale finale. 
De winnaar werd bepaald door een internationale jury.
| Volgorde | Artiest                    | Lied                        | Punten | Plaats |
| -------- | -------------------------- | --------------------------- | ------ | ------ |
| 1        | Koit Toome                 | "Mere lapsed"               | 97     | 1      |
| 2        | Kaire Vilgats & Lauri Liiv | "Kristallid"                | 47     | 8      |
| 3        | Kate                       | "Tulepuuhuulte luule"       | 79     | 3      |
| 4        | Evelin Samuel              | "Unistus igavesest päevast" | 94     | 2      |
| 5        | Rumal Noorkuu              | "Säravad tähed"             | 65     | 5      |
| 6        | Tõnis Mägi                 | "Mõni mägi"                 | 36     | 10     |
| 7        | Siiri Sisask               | "Tagareas"                  | 53     | 7      |
| 8        | Janika Sillamaa            | "Viimne valge kuu"          | 69     | 4      |
| 9        | Mona & Karl Madis          | "Maailm kahele"             | 42     | 9      |
| 10       | Evelin Samuel & Ivo Linna  | "Andesta"                   | 56     | 6      |

## In Birmingham
In het Verenigd Koninkrijk moest Estland aantreden als 23ste, net na Noorwegen en voor Turkije. Op het einde van de puntentelling bleek dat ze op een gedeelde 12de plaats waren geëindigd met 36 punten.
Men ontving 1 keer het maximum van de punten.
Nederland en België hadden respectievelijk 2 en 0 punten over voor deze inzending.

### Gekregen punten

#### Finale
| 12 punten | 10 punten            | 8 punten    | 7 punten                        | 6 punten          |
| --------- | -------------------- | ----------- | ------------------------------- | ----------------- |
| - Finland |                      | - Slowakije |                                 |                   |
| 5 punten  | 4 punten             | 3 punten    | 2 punten                        | 1 punt            |
|           | - Hongarije - Zweden |             | - Nederland - Slovenië - Spanje | - Ierland - Polen |

### Punten gegeven door Estland

#### Finale
Punten gegeven in de finale:
| 12 punten | Zweden              |
| 10 punten | Finland             |
| 8 punten  | Verenigd Koninkrijk |
| 7 punten  | Israël              |
| 6 punten  | België              |
| 5 punten  | Malta               |
| 4 punten  | Noorwegen           |
| 3 punten  | Kroatië             |
| 2 punten  | Ierland             |
| 1 punt    | Duitsland           |